# Ozero Lunitjino
Ozero Lunitjino (ryska: Озеро Луничино) är en sjö i Belarus.   Den ligger i voblasten Vitsebsks voblast, i den norra delen av landet, 170 km norr om huvudstaden Minsk. Ozero Lunitjino ligger 134 meter över havet. Arean är 0,38 kvadratkilometer. Den sträcker sig 0,8 kilometer i nord-sydlig riktning, och 0,7 kilometer i öst-västlig riktning.
Omgivningarna runt Ozero Lunitjino är en mosaik av jordbruksmark och naturlig växtlighet. Runt Ozero Lunitjino är det ganska tätbefolkat, med 67 invånare per kvadratkilometer.